# Liste von Johanneskirchen
Johannes-Kirchen oder Johanneskirchen heißen Kirchengebäude, die das Patrozinium nach einem Kirchenheiligen namens Johannes tragen bzw. nach einer Person namens Johannes benannt sind. In den meisten Fällen bezieht sich die Namensgebung auf Johannes den Täufer (Johannes Baptist). Johannes Baptist ist abgeleitet von griechisch Ἰωάννης ὁ βαπτιστής Iōánnēs ho baptistēs, latinisiert Iohannes Baptista.
Weniger zahlreich sind Kirchen mit dem Patrozinium des Evangelisten Johannes und Kirchengebäude, die nach dem Täufer und dem Evangelisten zugleich benannt sind.
Für weitere Johanneskirchen in aller Welt ist Johannes Nepomuk der Patron. Diese finden sich unter 
- Johannes-Nepomuk-Kirche.

Gegebenenfalls beziehen sich weitere Johanneskirchen auf andere Heilige, wie sie hier aufgelistet sind:
- Johannes-Capistranus-Kirche
- Johannes-von-Gott-Kirche
- Don-Bosco-Kirche nach dem hl. Johannes Bosco

Die Form Johannis entspricht dem Genitiv in der mittelalterlichen lateinischen Form Ecclesia Sancti Ioannis „Kirche des heiligen Johannes“.
Der Name Johannes war in neutestamentlicher Zeit häufig. Zu den Johannesfiguren der Bibel bestehen seit langem Unklarheiten, besonders um die Identität des Apostels Johannes und des Lieblingsjüngers Jesu (Joh 21,2–20 ), in der „johanneischen Frage“ um die Identität des Verfassers des Johannesevangeliums, der Johannesbriefe und der Offenbarung des Johannes. Bei altüberlieferten Kirchen-Widmungen ist eine Zuordnung rückblickend manchmal unklar, sodass versucht wurde, beide Johannes’ zu berücksichtigen. Beliebt wurde das Doppelpatrozinium nach dem frühmittelalterlichen Investiturstreit, als die besondere Verehrung des Täufers begann, weil die beiden tätiges und beschauliches Leben, aktive Mission in der Welt (Täufer) und Schriftgelehrsamkeit (Evangelist) symbolisieren.
Bedeutendste Kirche dieses Doppelpatroziniums ist die Papstkirche Sancta Sanctorum San Giovanni in Laterano (zusammen mit Santissimo Salvatore, zu Ehren des Heilands).
Die Liste ist nach Ländern alphabetisch geordnet, innerhalb der Länder ist sie nach verschiedenen Aspekten sortierbar. Sie konzentriert sich auf bereits in der deutschsprachigen Wikipedia vorhandene Lemmata und erhebt keinen Anspruch auf Vollständigkeit. Diejenigen Johannes-Kirchen, die in Moscheen umgewandelt wurden (z. B. Johannesbasilika in Damaskus, mit dem Haupt des Johannes und damit erste und bedeutendste Johannes-Kirche, aktuell Umayyadenmoschee), sind nicht Teil der Auflistung. 
Anmerkungen
1. ↑  Vergleiche etwa dasselbe zeitgenössisch zu der evangelischen Johanniskirche Würzburg, diskutiert in: Olaf Kühl-Freudenstein: Alte Kirchen – neu entdeckt: Kirchenpädagogik am Beispiel der Würzburger Stephans-, Johannis- und Deutschhauskirche. J. H. Röll Verlag, 2005, ISBN 978-3-89754-236-5, Abschnitt St. Johannis: Johannes – ein Kirchenpatron mit vielen Gesichtern S. 29.(eingeschränkte Vorschau in der Google-Buchsuche)
2. ↑  nach Reinhard Medicus, zitiert etwa in St. Johannes am Imberg. In: Salzburger Nachrichten: Salzburgwiki. Zur Imbergkirche Salzburg

| - bulgarisch Свети Йоан Кръстител - englisch John the Baptist, auch St John, Saint Johns oder St John’s - französisch Saint-Jean-Baptiste - italienisch Giovanni Battista - niederländisch Sint Jan the doper | - portugiesisch São João Batista - russisch Санкт Иоанн Креститель („der Täufer“) oder Иоанн Предтеча („der Vorläufer“, nach griechisch Ἰωάννης ὁ Πρόδρομος) - spanisch San Juan Bautista - ukrainisch Іван (Йоанн, Іоан[н]) Хреститель oder Іван (Йоанн, Іоан[н]) Предтеча |

| - englisch St John the Evangelist / the Divine - französisch Saint-Jean-l’Evangéliste - italienisch San Giovanni Evangelista oder Giovanni apostolo ed evangelista | - niederländisch Sint Jan de Evangelist, Sint-Jan-Evangelist - spanisch San Juan Evangelista oder apóstol Juan - portugiesisch João, o Apóstolo oder João, o Evangelista - russisch Иоанн Богослов („der Theologe“, nach griechisch Ἰωάννης ὁ Θεολόγος) - ukrainisch Іван (Йоанн, Іоан[н]) Богослов |

| Erläuterungen: T: Kirchenpatron bzw. Namensgeber Johannes der Täufer T-E: Johannes’ Enthauptung E: Kirchenpatron bzw. Namensgeber Evangelist Johannes G: Patrozinium bzw. Namensgeber nach dem Täufer und dem Evangelisten N: Kirchenpatron Johannes Nepomuk u: Kirchenpatron bzw. Namensgeber unklar | Gl: Glaubensrichtung: - angl. = anglikanisch - ev. = evangelisch; - rk. = römisch-katholisch; - a = andere Richtg., häufig konkret angegeben |

♦ : Kathedralkirchen (Bischofskirchen), Basiliken, Titelkirchen Roms u. a.

## Aserbaidschan
zu den Zeichenerklärungen
| Stadt oder Ortsteil (Stadtteil) | Name der Kirche            | Gl          | Namens- geber | Bemerkungen |
| ------------------------------- | -------------------------- | ----------- | ------------- | ----------- |
| Ağdərə                          | Johannes-der-Täufer-Kirche | arm.-apost. | T             |             |

## Australien
zu den Zeichenerklärungen
| Stadt oder Ortsteil (Stadtteil)          | Name der Kirche                              | Gl    | Namens- geber | Bemerkungen                              |
| ---------------------------------------- | -------------------------------------------- | ----- | ------------- | ---------------------------------------- |
| Brisbane                                 | St John’s Cathedral                          | angl. | E             | ♦                                        |
| Canberra                                 | St John the Baptist                          | angl. | T             |                                          |
| Colac                                    | St John the Baptist & St John the Evangelist | angl. | G             |                                          |
| Stonnington City, Stadtteil East Malvern | Saint John’s                                 | angl. | E             | Website von Saint John’s in East Malvern |

## Belgien (Auswahl)
zu den Zeichenerklärungen
Insgesamt weist die flämischsprachige Seite für Belgien 57 Kirchen aus, die nach dem Täufer Johannes benannt sind.
| Stadt oder Ortsteil (Stadtteil)          | Name der Kirche                                                            | Gl  | Namens- geber | Bemerkungen                                                                 |
| ---------------------------------------- | -------------------------------------------------------------------------- | --- | ------------- | --------------------------------------------------------------------------- |
| Brüssel                                  | Église Saint-Jean-Baptiste-au-Béguinage/Sint-Jan Baptist ten Begijnhofkerk | rk. | T             | Im Brüsseler Beginenhof im italienisch-flämischen Barockstil 1657 errichtet |
| Etterbeek                                | St-Jean-Berchmans/Sint Jan Berchmans                                       | rk. |               | nach dem hl. Johannes Berchmans                                             |
| Eupen                                    | Kapelle St. Johannes der Täufer                                            | rk. | T             | bekannt als Bergkapelle Eupen                                               |
| Eupen                                    | Kapelle Enthauptung Johannes des Täufers                                   | rk. | T-E           | auch bekannt als Nisperter Kapelle                                          |
| Eynatten                                 | St. Johannes der Täufer                                                    | rk. | T             |                                                                             |
| Löwen                                    | Sint Jan de Doper, Begijnhofkerk                                           | rk. | T             | Baudenkmal und UNESCO-Welterbe                                              |
| Mechelen                                 | Sint Janskerk                                                              | rk. | G             | Der Altar ist ein Triptychon von Peter Paul Rubens.                         |
| Molenbeek-Saint-Jean/Sint-Jans-Molenbeek | Église Saint-Jean-Baptiste/Sint-Jan Baptistkerk                            | rk. | T             | 1931 im Art-déco-Stil durch Architekt Joseph Diongre erbaut.                |
| Neu-Moresnet                             | Evangelische Kirche St. Johannes                                           | ev. |               |                                                                             |
| Poperinge                                | Sint-Janskerk (Poperinge)                                                  | rk. | T             | gotische Basilika aus Backstein                                             |

1. ↑  Text und Bild zur Janskerk in Mechelen

## Bulgarien
zu den Zeichenerklärungen
| Stadt oder Ortsteil (Stadtteil)               | Name der Kirche                                                             | Gl                     | Namens- geber | Bemerkungen |
| --------------------------------------------- | --------------------------------------------------------------------------- | ---------------------- | ------------- | --- |
| Assenowgrad                                   | (Свети Йоан Предтеча)                                                       | a                      | T             | Ansichten: |
| Bobeschino, Stadt in der Gemeinde Kjustendil  | Kapelle St. Johannes der Täufer (Параклис Св. Йоан Кръстител)               | a                      | T             | Ansicht der Kapelle (Bild 1) |
| Gorna Wasiliza, Dorf in der Gemeinde Kostenez | St. Johannes der Täufer                                                     |                        | T             | |
| Karabunar                                     | St. Johannes der Täufer                                                     |                        | T             | |
| Kardschali                                    | Klosterkirche Sweti Joan Prodrom Кърджалийски манастир „Свети Йоан Продром“ | a: bulgarisch-orthodox | T             | |
| Nessebar                                      | Свети Йоан Кръстител                                                        |                        | T             | |
| Resowo                                        | St. Johannes der Täufer (Resowo)                                            |                        | T             | |
| Sandanski                                     | Базиликата на епископ Йоан                                                  |                        | T             | Ursprünglich im 4. Jahrhundert errichtet, erhaltene Teil der Basilika befinden sich im Keller des archäologischen Museums der Stadt.              |
| Sofia                                         | Храм Св. Йоан Кръстител                                                     |                        | T             | Sie ist die einzige nach Joh. dem Täufer benannte Kirche in Bulgariens Hauptstadt und erhielt dieses Patrozinium erst zu Beginn der 2000er Jahre. |
| Sweti Iwan, Insel                             | Klosterkirche Johannes-der-Täufer                                           |                        | T             | |
| Sosopol                                       | Metropolitenbasilika St. Johannes                                           |                        | T             | ♦ |

1. ↑  Базиликата на епископ Йоан (bulgarisch); abgerufen am 30. Dezember 2015.
2. ↑  Website der Kirche von Johannes dem Täufer in Sofia (bulgarisch)

## England
zu den Zeichenerklärungen
| Stadt oder Ortsteil (Stadtteil) | Name der Kirche                                  | Gl           | Namens- geber         | Bemerkungen |
| ------------------------------- | ------------------------------------------------ | ------------ | --------------------- | --- |
| Alderford                       | St John the Baptist                              | rk           | T                     | |
| Bentham (North Yorkshire)       | St John the Baptist                              | anglikanisch | T                     | |
| Brighton                        | St John the Baptist                              | rk.          | T                     | |
| Chester                         | St John the Baptist’s Church                     | anglikanisch | T                     | |
| Frome                           | St John the Baptist Church                       | anglikanisch | T                     | |
| Halifax                         | Minster and Parish Church of St John the Baptist | anglikanisch | T                     | |
| High Legh, Cheshire             | St John’s Church                                 | anglikanisch | u                     | |
| Ashley Buckinghamshire          | St John the Evangelist                           | anglikanisch | E                     | |
| London, Stadtteil Croydon       | Minster Church of St John Baptist                | anglikanisch | T                     | |
| London, Stadtteil Horsleydown   | St John’s, Horsleydown                           | anglikanisch |                       | |
| London, Stadtteil Hoxton        | St John the Baptist Church                       | anglikanisch | T                     | |
| London, Stadtteil Westminster   | St John’s, Smith Square                          | anglikanisch | E                     | |
| Manchester                      | Saint Chrysostom’s                               | anglikanisch | Johannes Chrysostomos | Die Kirche befindet sich im Victoria-Park, nahe der Universität von Manchester.                                                                                                 |
| Norwich                         | Cathedral Church of St John the Baptist          | rk.          | T                     | ♦ Kathedrale Bistum East Anglia |
| Portsmouth                      | Cathedral of St John the Evangelist              | rk.          | E                     | ♦ Kathedrale Bistum Portsmouth |
| Windsor                         | Parish Church of St John Baptist                 | anglikanisch | T                     | Das Kirchengebäude, 1822 eingeweiht, ersetzte ein früheres Gotteshaus an gleicher Stelle. Hier fand im Jahr 2005 die Trauung von Camilla Parker Bowles mit Prinz Charles statt. |

1. ↑  Website der Kirche in Manchester (Memento vom 29. August 2015 im Internet Archive) (englisch)
2. ↑  Informationen aus einem achtseitigen Informationsblatt (Stand vom Mai 1999).

## Estland
zu den Zeichenerklärungen
| Stadt oder Ortsteil (Stadtteil) | Name der Kirche      | Gl  | Namens- geber | Bemerkungen |
| ------------------------------- | -------------------- | --- | ------------- | --- |
| Tallinn                         | Tallinna Jaani kirik | ev. | E             | |
| Tartu                           | Tartu Jaani kirik    | ev. | T             | |
| Viljandi                        | Viljandi Jaani kirik | ev. | T             | Anstelle einer früheren Klosterkapelle im 15. Jahrhundert errichtet, danach mehrfach zerstört. Seinen barocken Turm erhielt das Kirchengebäude Ende des 19. Jahrhunderts. In der Zeit der Zugehörigkeit Estlands zur Sowjetunion wurde die Kirche entwidmet und als Lagerhaus genutzt. Nach der Rückerlangung der staatlichen Selbstständigkeit wurde das Gotteshaus renoviert und Weihnachten 1992 für Gottesdienste wieder eingeweiht. |

1. ↑  Erklärungen nach der estnischen Wikipedia-Darstellung und Website der Kirchengemeinde in Viljandi (estnisch) (Memento vom 25. September 2015 im Internet Archive).

## Finnland
zu den Zeichenerklärungen
| Stadt oder Ortsteil (Stadtteil) | Name der Kirche    | Gl  | Namens- geber | Bemerkungen |
| ------------------------------- | ------------------ | --- | ------------- | --- |
| Hamina                          | Johanneksen kirkko | ev. | T             | Das Gotteshaus wurde von Carl Ludvig Engel entworfen und 1853 eingeweiht. Es ersetzte eine frühere Kirche an gleicher Stelle und diente zunächst den schwedischsprachigen Gläubigen der Stadt. Von 1905 bis 2003 war sie die Pfarrkirche in Hamina. Als Besonderheit wird erwähnt, dass die Predella des Altars ein Bild zeigt, das als Kopie des Abendmahls von Leonardo da Vinci gilt. |
| Helsinki                        | Johanneksenkirkko  | ev. | T             | |

1. ↑  Website der Johanneskirche, Hamina (Memento vom 24. September 2015 im Internet Archive) (finnisch); abgerufen am 5. Januar 2015.

## Frankreich (Auswahl)
zu den Zeichenerklärungen
| Stadt oder Ortsteil (Stadtteil) | Name der Kirche                                   | Gl  | Namens- geber | Bemerkungen |
| ------------------------------- | ------------------------------------------------- | --- | ------------- | --- |
| Alès                            | Kathedrale von Alès                               | rk. | T             | ehemalige Kathedrale |
| Ampoigné                        | St-Jean-Baptiste                                  | rk. | T             | |
| Arjuzanx                        | Dorfkirche                                        | rk. | T             | |
| Argenteuil                      | Kapelle St-Jean-Baptiste                          | rk. | T             | Monument historique |
| Bard-le-Régulier                | St-Jean-l’Evangeliste                             | rk. | E             | |
| Bazas                           | ♦ ehem. Kathedrale St-Jean-Baptiste               | rk. | T             | |
| Besançon                        | ♦ St.-Johannes-Kathedrale                         | rk. | T             | ♦ Kathedrale Erzbistum Besançon |
| Biblisheim                      | Saint-Jean-Baptiste                               | rk. | T             | |
| Bonneville                      | St-Jean-Baptiste                                  | rk. | T             | |
| Chaource                        | St-Jean-Baptiste                                  | rk. | T             | |
| Chaumont                        | ♦ Basilika St-Jean-Baptiste                       | rk. | T             | |
| Corte, Korsika                  | San Giovanni Battista                             | rk. | T             | |
| Fayence                         | St-Jean-Baptiste                                  | rk. | T             | |
| Glaine-Montaigut                | St-Jean                                           | rk. | T             | |
| Grossa                          | San Giovanni Battista                             |     | T             | |
| Hannappes                       | St-Jean-Baptiste                                  | rk. | T             | |
| La Rochelle                     | St-Jean-du-Perrot                                 | rk. | T             | nur der Turm ist erhalten |
| Lyon                            | ♦ Cathédrale Saint-Jean-Baptiste-et-Saint-Étienne | rk. | T             | ♦ Kathedrale Erzbistum Lyon |
| Nemours                         | St-Jean-Baptiste                                  | rk. | T             | |
| Neuilly-sur-Seine               | Eglise St. Jean                                   | rk. | T             | Die erste Kapelle mit dem Kirchenpatron Johannes der Täufer entstand 1540. Ende des 18. Jahrhunderts wurde sie ersetzt durch eine Kirche, die 1827 zerstört wurde. Im Jahr 1831 wurde das neue Gotteshaus geweiht. |
| Paris                           | St-Jean de Montmartre                             | rk. | E             | |
| Perpignan                       | ♦ Kathedrale von Perpignan                        | rk. | T             | ♦ Kathedrale Bistum Perpignan-Elne |
| Pierrelaye                      | St-Jean-Baptiste                                  | rk. | T             | |
| Poitiers                        | Baptisterium St-Jean                              | rk. | E             | |
| Rouvres-en-Plaine               | St-Jean-Baptiste                                  | rk. | T             | |
| Sainte-Lucie-de-Tallano         | San Giovanni Battista                             | rk. | T             | |
| Straßburg                       | Johanniskirche                                    | rk. | T             | betreut von der Gemeinschaft von Jerusalem |

1. ↑  Website der Gemeinde St. Jean le Baptiste, abgerufen am 11. Dezember 2015.

## Griechenland
zu den Zeichenerklärungen
| Stadt oder Ortsteil (Stadtteil) | Name der Kirche                                                      | Gl        | Namens- geber | Bemerkungen |
| ------------------------------- | -------------------------------------------------------------------- | --------- | ------------- | --- |
| Athen                           | Naos Agiou Ioannou tou Baptistou                                     | rk.       | T             | Das Kirchengebäude entstand Mitte des 20. Jahrhunderts als Institut für Byzantinische Studien unter der Trägerschaft der Padres von Mariä Himmelfahrt. 1968 erhielt es den Namen des Kirchenpatrons Johannes der Täufer. |
| Iraklio (Kreta)                 | St. Johannes der Täufer (Katholiki Ekklisia Agios Ioannis Vaptistis) | rk.       | T             | 1888 erstmals erbaut. Nach Erdbeben 1962 wiedererrichtet. |
| Kythnos                         | Agios Ioannis Theologos                                              | gr.-orth. | E             | |
| Lindos (Rhodos)                 | Agios Ioannis                                                        |           |               | Ruine |
| Thira (Santorin)                | Ieros Naos Agiou Ioannou tou Baptistou                               | rk.       | T             | ♦ Kathedrale Bistum Santorini |

1. ↑  Website der Johannes-der-Täufer-Kirche in Athen (englisch)

## Indien
zu den Zeichenerklärungen
| Stadt oder Ortsteil (Stadtteil) | Name der Kirche     | Gl                            | Namens- geber | Bemerkungen  |
| ------------------------------- | ------------------- | ----------------------------- | ------------- | ------------ |
| Kolkata                         | St John’s (Kolkata) | angl. (Church of North India) | u             | ♦ (bis 1847) |

## Irak
zu den Zeichenerklärungen
| Stadt oder Ortsteil (Stadtteil) | Name der Kirche                              | Gl        | Namens- geber | Bemerkungen |
| ------------------------------- | -------------------------------------------- | --------- | ------------- | ----------- |
| Ankawa                          | Kathedrale des Heiligen Johannes des Täufers | assyrisch | T             | ♦           |

## Iran
zu den Zeichenerklärungen
| Stadt oder Ortsteil (Stadtteil) | Name der Kirche | Gl                    | Namens- geber | Bemerkungen |
| ------------------------------- | --------------- | --------------------- | ------------- | ----------- |
| Teheran                         | Johanneskirche  | Armenisch-Evangelisch |               | ⋅           |

## Irland
zu den Zeichenerklärungen
| Stadt oder Ortsteil (Stadtteil) | Name der Kirche                                   | Gl                        | Namens- geber | Bemerkungen                  |
| ------------------------------- | ------------------------------------------------- | ------------------------- | ------------- | ---------------------------- |
| Cashel (Tipperary)              | Cathedral St. John the Baptist & St. Patrick Rock | angl. (Kirche von Irland) | T             | ♦                            |
| Clonard                         | Cathedral St. John                                | rk.                       | T             | ♦                            |
| Kilkenny                        | St John’s Priory                                  | angl. (Kirche von Irland) | E             |                              |
| Limerick                        | Cathedral St. John the Baptist                    | rk.                       | T             | ♦ Kathedrale Bistum Limerick |
| Nenagh                          | ehemaliges Kloster und Hospital Nenagh            | rk.                       | T             |                              |
| Sligo                           | Cathedral of St. Mary & St. John the Baptist      | rk.                       | T             | ♦                            |

## Israel
zu den Zeichenerklärungen
| Stadt oder Ortsteil (Stadtteil) | Name der Kirche                       | Gl           | Namens- geber | Bemerkungen |
| ------------------------------- | ------------------------------------- | ------------ | ------------- | ----------- |
| Akkon                           | Franziskanerkirche Johannis Baptistae | röm.-kath.   | T             |             |
| Akkon                           | Johanniterkirche Johannis Baptistae   | röm.-kath.   | T             | Baurest     |
| Jerusalem                       | Johanneskirche (Jerusalem)            | gr.-orthodox | T             |             |

## Italien mit Vatikan
zu den Zeichenerklärungen
| Stadt oder Ortsteil (Stadtteil) | Name der Kirche                                                                             | Gl            | Namens- geber | Bemerkungen                                         |
| ------------------------------- | ------------------------------------------------------------------------------------------- | ------------- | ------------- | --------------------------------------------------- |
| Ahrntal, Südtirol               | Pfarrkirche St. Johann                                                                      | rk.           | T             |                                                     |
| Brixen, Südtirol                | Johanneskapelle am Kreuzgang                                                                | rk.           | u             |                                                     |
| Brindisi                        | Kathedralbasilika Johannes der Täufer                                                       | rk.           | T             | ♦ Kathedralbasilika                                 |
| Busto Arsizio                   | Basilika San Giovanni Battista                                                              | rk.           | T             | ♦ Basilika                                          |
| Castelnuovo Berardenga          | Cappella di San Giovanni, Villa Chigi-Saracini                                              | rk.           | T             |                                                     |
| Castelnuovo Berardenga          | Cappella di San Giovanni, Villa di Arceno                                                   | rk.           | T             |                                                     |
| Cesena                          | Cattedrale di San Giovanni Battista                                                         | rk.           | T             |                                                     |
| Dorf Tirol                      | St. Johannes der Täufer                                                                     | rk.           | T             |                                                     |
| Finale Ligure                   | San Giovanni Battista                                                                       | rk.           | T             | ♦ Basilika                                          |
| Florenz                         | Baptisterium San Giovanni                                                                   | rk.           | T             |                                                     |
| Gargazon                        | Hl. Johannes der Täufer                                                                     | rk.           | T             |                                                     |
| Grosseto                        | San Giovanni Decollato                                                                      | rk.           | T-E           |                                                     |
| Laas                            | Pfarrkirche zum Hl. Johannes dem Täufer                                                     | rk.           | T             |                                                     |
| Lecce                           | Basilika San Giovanni Battista al Rosario                                                   | rk.           | T             | ♦ Basilika                                          |
| Livorno                         | San Giovanni Battista                                                                       | rk.           | T             |                                                     |
| Livorno, Valle Benedetta        | San Giovanni Gualberto                                                                      | rk.           | T             |                                                     |
| Lonato del Garda                | San Giovanni Battista                                                                       | rk.           | T             | ♦ Basilika                                          |
| Massa                           | San Giovanni Decollato                                                                      | rk.           | T-E           |                                                     |
| Monte San Savino                | San Giovanni                                                                                | rk.           | T             |                                                     |
| Neapel                          | San Giovanni a Carbonara                                                                    | rk.           | T             |                                                     |
| Oderzo                          | San Giovanni Battista                                                                       | rk.           | T             |                                                     |
| Palermo                         | Hl. Johannes der Leprakranken                                                               | rk.           | T             |                                                     |
| Palermo                         | San Giovanni degli Eremiti                                                                  | rk.           | T             |                                                     |
| Palermo                         | Chiesa di San Giovanni alla Guilla                                                          | rk.           | T             |                                                     |
| Parma                           | San Giovanni Evangelista                                                                    | rk.           | E             |                                                     |
| Pavia                           | San Giovanni Domnarum                                                                       | rk.           | T             |                                                     |
| Pienza                          | San Giovanni                                                                                | rk.           | T             |                                                     |
| Prad am Stilfserjoch            | St. Johann                                                                                  | rk.           | G             |                                                     |
| Ravenna                         | San Giovanni Evangelista                                                                    | rk.           | E             |                                                     |
| Rom (Vatikan)                   | Archibasilica Sanctissimi Salvatoris et Sancti Iohannes Baptista et Evangelista in Laterano | rk.           | G             | ♦ Papstkirche                                       |
| Rom                             | San Giovanni Decollato                                                                      | rk.           | T-E           | ♦ Titelkirche                                       |
| Rom                             | San Giovanni dei Fiorentini                                                                 | rk.           | T             | ♦ Titelkirche                                       |
| Rom                             | San Giovanni Battista de Rossi                                                              | rk.           |               | nach San Giovanni Battista de’ Rossi, ♦ Titelkirche |
| Rom                             | San Giovanni Battista de La Salle al Torrino                                                | rk.           |               | nach Johannes Baptist de La Salle                   |
| Rom                             | San Giovanni in Ayno                                                                        | rk.           | E             | profaniert                                          |
| Rom                             | San Giovanni in Oleo                                                                        | rk.           | E             |                                                     |
| Rom                             | San Giovanni a Porta Latina                                                                 | rk.           | E             |                                                     |
| San Casciano in Val di Pesa     | San Giovanni in Sugana                                                                      | rk.           | T             |                                                     |
| San Vito dei Normanni           | San Giovanni Evangelista                                                                    | rk.           | E             |                                                     |
| Syrakus                         | San Giovanni Battista (Syrakus)                                                             | rk.           | T             | „San Giovanello“                                    |
| Venedig                         | San Zan Degolà                                                                              | russ.-orthod. | T             |                                                     |
| Venedig                         | San Giovanni Elemosinario                                                                   | rk.           |               | nach Johannes dem Almosengeber                      |
| Verona                          | San Giovanni in Fonte                                                                       | rk.           | T             |                                                     |
| Verona                          | San Giovanni in Foro                                                                        | rk.           | E             |                                                     |
| Villamar, Sardinien             | San Giovanni Battista                                                                       | rk.           | T             |                                                     |
| Villnöß, Südtirol               | St. Johann                                                                                  | rk.           | N             |                                                     |
| Vittoria, Sizilien              | San Giovanni Battista                                                                       | rk.           | T             | ♦ Basilika                                          |
| Wangen (Steinmann), Südtirol    | St. Johann am Kofl                                                                          | rk.           | T             |                                                     |

## Kanada
zu den Zeichenerklärungen
| Stadt oder Ortsteil (Stadtteil) | Name der Kirche                                      | Gl  | Namens- geber         | Bemerkungen                                      |
| ------------------------------- | ---------------------------------------------------- | --- | --------------------- | ------------------------------------------------ |
| Arnprior (Ontario)              | St. John Chrysostom Roman Catholic Church (Arnprior) | rk. | Johannes Chrysostomos | [ 1 ]                                            |
| Montreal                        | St. John the Evangelist                              | rk. | E                     |                                                  |
| Montreal                        | Église Saint-Jean-Baptiste                           | rk. | T                     |                                                  |
| Newmarket (Ontario)             | St. John Chrysostom Church (Newmarket)               | rk. | Johannes Chrysostomos |                                                  |
| St. John’s                      | Basilica Cathedral of St. John the Baptist           | rk. | T                     | ♦ Kathedrale Erzbistum Saint John’s, Neufundland |

1. ↑  Website von St. John (Arnprior)

## Lettland
zu den Zeichenerklärungen
| Stadt oder Ortsteil (Stadtteil) | Name der Kirche               | Gl  | Namens- geber | Bemerkungen |
| ------------------------------- | ----------------------------- | --- | ------------- | ----------- |
| Aizpute                         | St.-Johannis-Kirche Sv. Jāna  | ev. |               |             |
| Riga                            | St. Johannes Sv. Jāņa baznīca | ev. | T             |             |

## Liechtenstein
zu den Zeichenerklärungen
| Stadt oder Ort | Name der Kirche               | Gl        | Namens- geber | Bemerkungen        |
| -------------- | ----------------------------- | --------- | ------------- | ------------------ |
| Vaduz          | Johanneskirche                | ev.-luth. | T             |                    |
| Schaan         | Friedhofskapelle St. Johannes |           | T             | Aussegnungskapelle |

## Litauen
zu den Zeichenerklärungen
| Stadt oder Ortsteil (Stadtteil) | Name der Kirche                        | Gl  | Namens- geber | Bemerkungen                                            |
| ------------------------------- | -------------------------------------- | --- | ------------- | ------------------------------------------------------ |
| Klaipėda                        | St. Johannis/Šv. Jono bažnyčia         | ev. |               | 1944/45 zerstört                                       |
| Pasvalys                        | Pasvalio Šv. Jono Krikštytojo parapija | rk. | T             |                                                        |
| Pakruojis                       | Pakruojo Šv. Jono Krikštytojo bažnyčia |     | T             |                                                        |
| Sudargas                        | Sudargo Šv. Jono Krikštytojo parapija  | rk. | T             | Website der Johanneskirche in Sudargas (nur litauisch) |
| Vilnius                         | Šv. Jonų bažnyčia (Johanneskirche)     | rk. | G             |                                                        |

## Luxemburg
zu den Zeichenerklärungen
| Stadt oder Ortsteil (Stadtteil) | Name der Kirche     | Gl  | Namens- geber | Bemerkungen |
| ------------------------------- | ------------------- | --- | ------------- | ----------- |
| Hostert                         | Saint-Jean-Baptiste | rk. | T             |             |
| Luxemburg (Stadt)               | Johanneskirche      | rk. | T             |             |

## Malta
zu den Zeichenerklärungen
| Stadt oder Ortsteil (Stadtteil) | Name der Kirche                     | Gl  | Namens- geber      | Bemerkungen                     |
| ------------------------------- | ----------------------------------- | --- | ------------------ | ------------------------------- |
| Valletta                        | St. John’s Co-Cathedral             | rk. | T                  | ♦ Konkathedrale Erzbistum Malta |
| Ħal-Millieri                    | Chapel of Saint John the Evangelist | rk. | E                  |                                 |
| Ta’ Xbiex                       | St John of the Cross                | rk. | Johannes vom Kreuz | Pfarrkirche                     |

## Niederlande
zu den Zeichenerklärungen
| Stadt oder Ortsteil (Stadtteil) | Name der Kirche                        | Gl         | Namens- geber | Bemerkungen                                                 |
| ------------------------------- | -------------------------------------- | ---------- | ------------- | ----------------------------------------------------------- |
| Breukelen                       | Filialkirche Jan de Doper              | rk.        | T             | Website der Pfarrei St Jan de Doper                         |
| Gouda                           | Sint Janskerk                          | ev.        | T             |                                                             |
| Katwijk                         | Dorpskerk Katwijk                      | ev.        | T             |                                                             |
| Kruiningen                      | Johanneskerk                           | ev.        | T             |                                                             |
| Langedijk                       | Sint Jan de Doper                      | rk.        | T             | Website Jan de Doper in Langedijk, Bistum Haarlem-Amsterdam |
| Laren                           | Johannesbasilika                       | rk.        | T             | ♦ Basilica minor                                            |
| Maastricht                      | Sint-Janskerk                          | ev.        | T             | Adresse: Vrijthof 24                                        |
| Oosterhout                      | Basilika Johannes der Täufer           | rk.        | T             | ♦ Basilica minor                                            |
| Schiedam                        | Janskerk                               | ev.        | T             |                                                             |
| Serooskerke                     | Johanneskerk                           | ev.        | T             |                                                             |
| ’s-Hertogenbosch                | St.-Johannes-Kathedrale                | rk.        | E             | ♦ Kathedrale Bistum ’s-Hertogenbosch                        |
| Utrecht                         | Janskerk                               | ökumenisch | T             |                                                             |
| De Ronde Venen                  | Filialkirche Jan de Doper in Mijdrecht | rk.        | T             | Website der Pfarrei St Jan de Doper                         |
| Voorne aan Zee                  | Dorpskerk Rockanje                     | ev.        | T             |                                                             |
| Wateringen                      | Sint Jan de Doper                      | rk.        | T             | Website von St Jan de Doper                                 |

## Norwegen
zu den Zeichenerklärungen
| Stadt oder Ortsteil (Stadtteil) | Name der Kirche | Gl | Namens- geber | Bemerkungen                                                            |
| ------------------------------- | --------------- | -- | ------------- | ---------------------------------------------------------------------- |
| Oslo                            | Johannes kirke  |    | T             | Wurde wegen statischer Schäden nach rund 50 Jahren bereits abgerissen. |

## Peru
zu den Zeichenerklärungen
| Stadt oder Ortsteil (Stadtteil) | Name der Kirche         | Gl  | Namens- geber | Bemerkungen                 |
| ------------------------------- | ----------------------- | --- | ------------- | --------------------------- |
| Lima                            | Johanneskathedrale Lima | rk. | E             | ♦ Kathedrale Erzbistum Lima |

## Polen (Auswahl)
zu den Zeichenerklärungen
Viele ehemalige deutsche Kirchen wurden nach 1945 umgewidmet und erhielten neue Patrozinien (z. B. in Słupsk).
| Stadt oder Ortsteil (Stadtteil)     | Name der Kirche                                                              | Gl        | Namens- geber | Bemerkungen                              |
| ----------------------------------- | ---------------------------------------------------------------------------- | --------- | ------------- | ---------------------------------------- |
| Bągart (Baumgarth)                  | St. Johannes der Täufer und St. Michael                                      | rk.       | T             |                                          |
| Bartąg (Bertung)                    | Kirche St. Johannes der Evangelist und Vorsehung Gottes                      | rk.       | E             |                                          |
| Bartoszyce (Bartenstein)            | St. Johannes der Evangelist                                                  | rk.       | E             |                                          |
| Bartoszyce (Bartenstein)            | St. Johannes der Täufer                                                      | rk.       | T             |                                          |
| Breslau (Wrocław)                   | Erzkathedrale Johannes der Täufer                                            | rk.       | T             | ♦ Kathedrale Erzbistum Breslau           |
| Brochów                             | St. Rochus und St. Johannes der Täufer                                       | rk.       | T             |                                          |
| Bukowiec                            | St. Johannes der Täufer                                                      | rk.       | T             |                                          |
| Chełmno (Kulm)                      | Kirche Johannes der Täufer und Johannes der Evangelist                       | rk.       | G             |                                          |
| Chojnice (Konitz)                   | Basilika Johannes Enthauptung                                                | rk.       | T-E           | ♦                                        |
| Danzig                              | Kirche St. Johannes                                                          | rk.       | G             |                                          |
| Gleiwitz (Gliwice)                  | Johannes-Baptist-Kirche                                                      | rk.       | T             |                                          |
| Gnesen (Gniezno)                    | St. Johannes der Täufer                                                      | rk.       | T             |                                          |
| Groß Schimnitz (Zimnice Wielkie)    | Johanneskirche                                                               | rk.       | T             |                                          |
| Kamień Pomorski (Cammin)            | Kathedrale Johannes der Täufer                                               | rk.       | T             | ♦ Konkathedrale Erzbistum Cammin-Stettin |
| Kazimierz Dolny                     | St. Johannes und Bartholomäus                                                | rk.       | T             |                                          |
| Kętrzyn (Rastenburg)                | Kirche Johannes der Täufer                                                   | ev.       | T             |                                          |
| Krakau (Kraków)                     | Johanneskirche                                                               | rk.       | G             |                                          |
| Krakau                              | Kirche der heiligen Theresa und des Johannes vom Kreuz                       | rk.       | K             |                                          |
| Księginice Wielkie (Groß Kniegnitz) | St. Johannes der Täufer                                                      | rk.       | T             |                                          |
| Legnica (Liegnitz)                  | St. Johannes Baptist                                                         | rk.       | T             |                                          |
| Lwówek (Löwenberg)                  | Kirche Mariä Himmelfahrt, Johannes des Täufers und Johannes des Evangelisten | rk.       | G             |                                          |
| Lublin                              | Erzkathedrale Johannes der Täufer und Johannes der Evangelist                | rk.       | G             | ♦ Kathedrale Erzbistum Lublin            |
| Malbork (Marienburg)                | St. Johannis                                                                 | rk.       | T             |                                          |
| Mielno (Mühlen)                     | St. Johannes der Täufer                                                      | rk.       | T             |                                          |
| Mościsko (Faulbrück)                | St. Johannes der Täufer                                                      | rk.       | T             |                                          |
| Myślibórz (Soldin)                  | Stiftskirche Johannes der Täufer                                             | rk.       | T             |                                          |
| Narzym                              | St. Johannes der Täufer                                                      | rk.       | T             |                                          |
| Oleśnica (Oels)                     | St. Johannes                                                                 | rk.       | E             |                                          |
| Paczków (Patschkau)                 | St. Johannes der Täufer und Johannes der Evangelist                          | rk.       | G             |                                          |
| Paczków (Patschkau)                 | Friedhofskirche St. Johannes                                                 | rk.       | E             |                                          |
| Płock                               | St. Johannes der Täufer                                                      | rk.       | T             |                                          |
| Pomorzowice (Pommerswitz)           | Johannes-der-Täufer-Kirche                                                   | rk.       | T             |                                          |
| Poświętne                           | Basilika St. Philipp Neri und St. Johannes der Täufer                        | rk.       | T             |                                          |
| Przemyśl                            | Johannes-Kathedrale                                                          | gr.-kath. | T             |                                          |
| Radom                               | Johanneskirche                                                               | rk.       | T             |                                          |
| Skalbmierz                          | Johanneskirche                                                               | rk.       | T             |                                          |
| Słupsk (Stolp)                      | Johanneskirche                                                               | rk.       | T             | bis 1945, danach St. Hyazinth            |
| Stare Bielsko                       | Johanneskirche                                                               | ev.       | T             |                                          |
| Stargard                            | St.-Johannis-Kirche                                                          | rk.       | T             | spätgotische Hallenkirche                |
| Stettin (Szczecin)                  | St.-Johannes-Evangelist-Kirche                                               | rk.       | E             |                                          |
| Stettin                             | Kirche Johannes der Täufer                                                   | rk.       | T             |                                          |
| Strzelin                            | Johanneskirche                                                               | rk.       |               |                                          |
| Targowo (Theerwisch)                | St. Johannes der Täufer                                                      | rk.       | T             |                                          |
| Tłokowo (Lokau)                     | St. Johannes der Täufer                                                      | rk.       | T             |                                          |
| Toruń (Thorn)                       | Kathedrale Johannes der Täufer und Johannes der Evangelist                   | rk.       | G             | ♦ Kathedrale Bistum Toruń                |
| Trzebiatów (Treptow an der Rega)    | St.-Johannes-Kirche                                                          | ev.       |               |                                          |
| Unikowo (Glockstein)                | St. Johannes der Täufer                                                      | rk.       | T             |                                          |
| Warschau                            | Johanneskirche                                                               | rk.       | T             |                                          |
| Włocławek (Leslau)                  | St. Johannes                                                                 | rk.       | T             |                                          |
| Zgorzelec (Görlitz)                 | Kirche St. Johannes der Täufer                                               | rk.       | T             |                                          |

## Rumänien
| Stadt oder Ortsteil (Stadtteil) | Name der Kirche                               | Gl | Namens- geber | Bemerkungen                   |
| ------------------------------- | --------------------------------------------- | -- | ------------- | ----------------------------- |
| Arbore bei Solca                | Enthauptung des Heiligen Johannes des Täufers | a  | T-E           | UNESCO-Weltkulturerbe, Museum |

## Russland
zu den Zeichenerklärungen
| Stadt oder Ortsteil (Stadtteil) | Name der Kirche                                                           | Gl          | Namens- geber | Bemerkungen             |
| ------------------------------- | ------------------------------------------------------------------------- | ----------- | ------------- | ----------------------- |
| Gwardeisk                       | Johannes der Täufer                                                       | orth.       | T             |                         |
| Pskow                           | Johanneskathedrale                                                        | russ.-orth. | ?             | Ansicht der Kirche hier |
| Sankt Petersburg                | Johanniskirche                                                            | ev.-luth.   | E             |                         |
| Sergijew Possad                 | Torkirche Johannes der Täufer im Dreifaltigkeitskloster (Sergijew Possad) | orth.       | T             |                         |

1. ↑  Teilansicht der Johanneskathedrale in Pskow, abgerufen am 27. März 2016.

## Schottland
zu den Zeichenerklärungen
| Stadt oder Ortsteil (Stadtteil)                  | Name der Kirche            | Gl       | Namens- geber | Bemerkungen |
| ------------------------------------------------ | -------------------------- | -------- | ------------- | ----------- |
| Dunoon                                           | St John’s Church           | presbyt. | T             |             |
| Forres                                           | St John’s Church           | episk.   | E             |             |
| Jedburgh                                         | St John’s Episcopal Church | episk.   | E             |             |
| Kirktown of Deskford                             | Old Church of St John      | presbyt. |               |             |
| Perth                                            | St John’s Church           | u        | T             |             |
| Port Ellen                                       | St John’s Church           | presbyt. | T             |             |
| Mid Calder, Ort in der Council Area West Lothian | Mid Calder Parish Church   | presbyt. | T             |             |

## Schweden
zu den Zeichenerklärungen
| Stadt oder Ortsteil (Stadtteil) | Name der Kirche | Gl  | Namens- geber | Bemerkungen |
| ------------------------------- | --------------- | --- | ------------- | ----------- |
| Stockholm                       | Johanneskirche  | ev. | E             |             |

## Schweiz
zu den Zeichenerklärungen
| Stadt oder Ortsteil (Stadtteil) | Name der Kirche                                 | Gl   | Namens- geber | Bemerkungen |
| ------------------------------- | ----------------------------------------------- | ---- | ------------- | --- |
| Aristau                         | Kapelle Johannes Baptista und Evangelista       | rk.  | G             | |
| Basel                           | Johanneskirche                                  | ev.  | E             | reformiert |
| Bern                            | Johanneskirche                                  | ev.  | T             | reformiert |
| Bischofszell                    | Johanneskirche                                  | ev.  | E             | reformiert |
| Buchs AG                        | Katholische Pfarrkirche St. Johannes            | rk.  | E             | |
| Camuns                          | Katholische Pfarrkirche                         | rk.  | E             | |
| Castasegna                      | Reformierte Kirche San Giovanni                 | ev.  | E             | reformiert |
| Davos                           | St. Johann                                      | ev.  | T             | |
| Domat/Ems                       | Kirche Sogn Gion                                | rk.  | T             | |
| Geroldswil                      | St. Johannes                                    | rk.  | T             | |
| Greifensee ZH                   | Johannes XXIII.                                 | rk.  | –             | |
| Härkingen                       | St. Johann der Täufer                           | ohne | T             | profaniert, war römisch-katholisch |
| Laufenburg AG                   | Stadtkirche Laufenburg                          | rk.  | T             | |
| Luzern                          | St. Johannes                                    | rk.  | E             | |
| Mogno                           | San Giovanni Battista                           | rk.  | T             | |
| Müstair                         | Kirche des Benediktinerinnenklosters St. Johann | rk.  | T-E           | In der Hauptapsis der Kirche ist ein Fresko zu sehen, das das Gastmahl des Herodes mit der tanzenden Salome und dem Haupt des Johannes zeigt. |
| Rapperswil SG                   | Stadtpfarrkirche St. Johann                     | rk.  | T             | |
| Romanshorn                      | Katholische Pfarrkirche St. Johannes der Täufer | rk.  | T             | |
| Schaffhausen                    | Kirche St. Johann                               | ev.  | T             | |
| Tscherlach                      | Kirche St. Johannes Evangelist                  | rk.  | E             | |
| Zürich                          | Johanneskirche                                  | rk.  | T             | |

1. ↑  Das Erbe der Welt, Immerwährender Kalender, Kunth-Verlag 2014, Blatt 23. Dezember

## Serbien
zu den Zeichenerklärungen
| Stadt oder Ortsteil (Stadtteil) | Name der Kirche                                                                                   | Gl          | Namens- geber | Bemerkungen |
| ------------------------------- | ------------------------------------------------------------------------------------------------- | ----------- | ------------- | ----------- |
| Subotište                       | Kirche zur Geburt des Hl. Johannes des Täufers (Subotište) Crkva rođenja Svetog Jovana Krstitelja | serb.-orth. | T             |             |
| Veliki Jasenovac                | Kirche Hl. Johannes der Täufer (Veliki Jasenovac) Crkva Svetog Jovana Krstitelja                  | serb.-orth. | T             |             |

## Slowakei
zu den Zeichenerklärungen
| Stadt oder Ortsteil (Stadtteil) | Name der Kirche                  | Gl  | Namens- geber | Bemerkungen                   |
| ------------------------------- | -------------------------------- | --- | ------------- | ----------------------------- |
| Trnava                          | Katedrála svätého Jána Krstiteľa | rk. | T             | ♦ Kathedrale Erzbistum Trnava |

## Spanien (Auswahl)
Siehe auch: San Juan Bautista
zu den Zeichenerklärungen
| Stadt oder Ort                                            | Name der Kirche                   | Gl  | Namens- geber | Bemerkungen |
| --------------------------------------------------------- | --------------------------------- | --- | ------------- | --- |
| Albacete                                                  | Kathedrale von Albacete           | rk. | T             | ♦ Kathedrale des Bistums Albacete |
| Allué                                                     | San Juan Bautista (Allué)         | rk. | T             | |
| Badajoz                                                   | Kathedrale von Badajoz            | rk. | T             | ♦ Kathedrale des Erzbistums Mérida-Badajoz |
| Bilbao                                                    | Iglesia de los Santos Juanes      | rk. | G             | |
| Biescas Provinz Huesca, Aragonien                         | San Juan de Busa                  | rk. | u             | Die Kirche wurde im mozarabischen Stil zwischen 1060 und 1070 auf Befehl von Ramón Guillén erbaut. Sie war vermutlich Pfarrkirche eines nicht mehr existierenden mittelalterlichen Dorfes. |
| Boí                                                       | Sant Joan                         | rk. | u             | |
| Castellar de n’Hug                                        | Sant Joan de Cornudell            | rk. | T             | Kapelle, wahrscheinlich im 9. Jahrhundert errichtet |
| Isil, Provinz Lleida, Katalonien                          | Sant Joan                         | rk. | T             | |
| Palau-saverdera                                           | Sant Joan Baptista, Bistum Girona | rk. | T             | |
| Santianes (Pravia)                                        | Santianes de Pravia               | rk. | E             | |
| Santibáñez del Río, Provinz Salamanca, Kastilien und León | San Juan                          | rk. | E             | |
| Son Servera, Mallorca                                     | Sant Joan Bautista                | rk. | T             | |

## Tschechien
zu den Zeichenerklärungen
| Stadt oder Ortsteil (Stadtteil) | Name der Kirche                                         | Gl  | Namens- geber | Bemerkungen    |
| ------------------------------- | ------------------------------------------------------- | --- | ------------- | -------------- |
| Brno-Bystrc                     | Kostel svatého Jana Křitele a Jana Evangelisty          | rk. | G             | [ 1 ]          |
| Brno-město                      | Kostel svatého Jana Křtitele a svatého Jana Evangelisty | rk. | G             | 1257 gegründet |
| Kamenický Šenov                 | Kostel svatého Jana Křtitele                            | rk. | T             |                |
| Paštiky                         | St. Johannes der Täufer                                 | rk. | T             |                |
| Prag                            | Kirche St. Johannes der Täufer                          | rk. | T             |                |
| Velká Bíteš                     | Wehrkirche Johannes der Täufer                          |     | T             |                |

1. ↑  commons:Category:Church of Saints John (Brno-Bystrc)

## Türkei
zu den Zeichenerklärungen
| Stadt oder Ortsteil (Stadtteil) | Name der Kirche                             | Gl                    | Namens- geber | Bemerkungen                  |
| ------------------------------- | ------------------------------------------- | --------------------- | ------------- | ---------------------------- |
| Ephesos                         | Johannesbasilika (Hagios Ioannēs Theologos) | rk.                   | E             | Nur noch in Ruinen erhalten. |
| Gülşehir                        | Johanneskirche                              | byzant.-orth.         | T             |                              |
| Izmir                           | Johanneskathedrale                          | rk.                   | E             | ♦ Kathedrale Erzbistum Izmir |
| Izmir                           | Johann-Kirche                               | anglikanisch          | E             |                              |
| Pendik                          | Hz. Yahya Kilisesi                          | byzant.-orth.         | T             |                              |
| Muş                             | Garabed-Klosterkirche                       | armenisch-apostolisch | T             |                              |

## Ukraine
zu den Zeichenerklärungen
| Stadt oder Ortsteil (Stadtteil) | Name der Kirche                                             | Gl | Namens- geber    | Bemerkungen |
| ------------------------------- | ----------------------------------------------------------- | -- | ---------------- | ----------- |
| Biloserka                       | Dorf Oleksandriwka (Biloserka): Храм Івана Богослова УПЦ МП | o. | T                |             |
| Lwiw                            | Храм Святого Иоанна Златоуста (Львов)                       | o  | E und Joh. Chry. | ♦           |

## Ungarn
zu den Zeichenerklärungen
| Stadt oder Ortsteil (Stadtteil) | Name der Kirche                                                          | Gl  | Namens- geber | Bemerkungen |
| ------------------------------- | ------------------------------------------------------------------------ | --- | ------------- | --- |
| Budapest                        | Felsőkrisztinavárosi Keresztelő Szent János plébánia                     | rk. | T             | Adresse: Apor Vilmos tér 9-11 Kirche 1930–1934 als Rohbau entstanden, im Krieg nicht vollendet. Nach dem Krieg wurde das Gebäude verstaatlicht und diente als Verkaufs- und Dienstleistungseinrichtung. In den 2010er Jahren konnten ausreichend Spendengelder eingesammelt werden, sodass nunmehr der Bau einer neuen Kirche mit einem Gemeindezentrum geplant wird. |
| Budapest, Stadtteil Pestújhely  | Keresztelő Szent János-templom (Pestújhely) (Kirche Johannes der Täufer) | rk. | T             | |
| Eger                            | Egri főszékesegyház                                                      | rk. | E             | ♦ Die Kathedrale des Erzbistums Eger ist Johannes dem Evangelisten und dem Erzengel Michael geweiht. |
| Sopron                          | Szent János-templom                                                      | rk. | T             | Bis zum 17. Jahrhundert Bestandteil eines Jesuiten-Klosters, 1886–1890 unter Leitung von Ferenc Storno rekonstruiert |
| Szentendre                      | Szent János-templom                                                      | rk. | T             | |
| Visegrád                        | Szent János-templom                                                      | rk. | T             | |

1. ↑  Website Kirche Szent János in Budapest
2. ↑  Webseite der Szent Janos-Kirche in Sopron

## Uruguay
zu den Zeichenerklärungen
| Stadt oder Ortsteil (Stadtteil) | Name der Kirche                       | Gl  | Namens- geber | Bemerkungen                    |
| ------------------------------- | ------------------------------------- | --- | ------------- | ------------------------------ |
| Salto (Uruguay)                 | Kathedralbasilika Johannes der Täufer | rk. | T             | ♦ Kathedrale des Bistums Salto |

## Usbekistan
zu den Zeichenerklärungen
| Stadt oder Ortsteil (Stadtteil) | Name der Kirche                | Gl  | Namens- geber | Bemerkungen |
| ------------------------------- | ------------------------------ | --- | ------------- | ----------- |
| Samarqand                       | Kirche St. Johannes der Täufer | rk. | T             |             |

## Vereinigte Staaten von Amerika (USA)
zu den Zeichenerklärungen
| Stadt oder Ortsteil (Stadtteil), Kürzel für Bundesland | Name der Kirche                                                | Gl                  | Namens- geber     | Bemerkungen                                                                                    |
| ------------------------------------------------------ | -------------------------------------------------------------- | ------------------- | ----------------- | ---------------------------------------------------------------------------------------------- |
| Albuquerque, NM                                        | Cathedral Church of St. John                                   | episkopal           | E                 | [ 1 ]                                                                                          |
| Atlanta, GA                                            | St. John Chrysostom Melkite Church                             | melkit.-gr.-kath.   | Joh. Chrysostomos | [ 2 ]                                                                                          |
| Baltimore, MD                                          | St. John the Evangelist Roman Catholic Church                  | rk.                 | E                 |                                                                                                |
| Columbus, GA                                           | St John Chrysostom Orthodox Church                             | amerikan.-orth./OCA | Joh. Chrysostomos | [ 3 ]                                                                                          |
| Columbus, OH                                           | St John Chrysostom Byzantine Catholic Church                   | byz.-kath.          | Joh. Chrysostomos | [ 4 ]                                                                                          |
| Delafield, WI                                          | St. John Chrysostom Church (The Little Red Church on the Hill) | episkopal           | Joh. Chrysostomos | [ 5 ]                                                                                          |
| Des Moines, IA                                         | Basilika St. Johannes                                          | rk.                 | E                 |                                                                                                |
| Fort Wayne, IN                                         | St. John Chrysostom Antiochian Orthodox Church                 | antioch.-orth.      | Joh. Chrysostomos | [ 6 ]                                                                                          |
| Golden, CO                                             | St. John Chrysostom Antiochian Orthodox Church                 | antioch.-orth.      | Joh. Chrysostomos | [ 7 ]                                                                                          |
| Grand Rapids, MI                                       | St. John Chrysostom Russian Orthodox Church                    | russ.-orth.         | Joh. Chrysostomos | [ 8 ]                                                                                          |
| Hobe Sound, FL                                         | Saint John Chrysostom Greek Orthodox Church of Martin County   | griech.-orth.       | Joh. Chrysostomos | [ 9 ]                                                                                          |
| Hobson, MO                                             | St. John’s Lutheran Church                                     | lutherisch          | T                 | 1971 geschlossen; im Jahr 1981 entwidmet, danach in Teilen für andere Gebäude wiederverwendet. |
| House Springs, MO                                      | St. John Chrysostom Russian Orthodox Church                    | russ.-orth.         | Joh. Chrysostomos | [ 10 ]                                                                                         |
| Inglewood, CA                                          | St. John Chrysostom Church                                     | rk.                 | Joh. Chrysostomos | [ 11 ]                                                                                         |
| New York City, NY                                      | St. John’s Evangelical Lutheran Church                         | lutherisch          | T                 |                                                                                                |
| New York City, NY                                      | Cathedral of Saint John the Divine                             | episkopal           | E                 |                                                                                                |
| Pittsburgh, PA                                         | St. John Chrysostom Byzantine Catholic Church                  | byz.-kath.          | Joh. Chrysostomos | [ 12 ]                                                                                         |
| Rancho Santa Margarita, CA                             | St. John’s Episcopal Church                                    | rk.                 | Joh. Chrysostomos | [ 13 ]                                                                                         |
| Richmond, VA                                           | St. John Chrysostom Orthodox Anglican Church                   | rk.                 | Joh. Chrysostomos | [ 14 ]                                                                                         |
| Savannah, GA                                           | Cathedral Basilica of St. John the Baptist                     | rk.                 | T                 |                                                                                                |
| Stamford, CT                                           | Basilica of Saint John the Evangelist                          | rk.                 | E                 |                                                                                                |
| Wallingford, PA                                        | St. John Chrysostom Roman Catholic Church                      | rk.                 | Joh. Chrysostomos | [ 15 ]                                                                                         |
| West Roxbury, MA                                       | St. John Chrysostom Roman Catholic Church                      | rk.                 | Joh. Chrysostomos | [ 16 ]                                                                                         |
| York, PA                                               | St. John Chrysostom Antiochian Orthodox Church                 | antioch.-gr.-orth.  | Joh. Chrysostomos | [ 17 ]                                                                                         |
| Zigzag, OR                                             | St. John the Evangelist Roman Catholic Church                  | rk.                 | E                 |                                                                                                |

1. ↑  Website der Kathedrale
2. ↑  stjohnmelkite.org in Atlanta
3. ↑  Website stjohnocachurch in Columbus GA (Memento vom 15. April 2011 im Internet Archive)
4. ↑  Website byzantinecolumbus.com in Columbus OH
5. ↑  Website littleredchurch.net in Delafield (Memento vom 11. Januar 2016 im Internet Archive)
6. ↑  Website stjohnfortwayne.org
7. ↑  Website stjohnchrysostomchurch in Golden (Memento vom 5. September 2011 im Internet Archive)
8. ↑  Website stjohnroc.com in Grand Rapids
9. ↑  Website saintjohngreekorthodoxchurch in Hobe sound (Memento vom 21. Februar 2012 im Internet Archive)
10. ↑  Website saintjohnchrysostom.net in House Springs
11. ↑  Website der St. John Chrysostom Church in Inglewood (Memento vom 11. Juni 2012 im Internet Archive)
12. ↑  stjohnchrysostom.com
13. ↑  Website St John Chr. in Rancho Santa margaritia
14. ↑  Website stjohnchrysostomanglican.org in Richmond (Memento vom 8. August 2013 im Internet Archive)
15. ↑  Website saintjohnchrysostom.net in Wallingford
16. ↑  Website stjohnchrysostom in West Roxbury (Memento vom 18. August 2015 im Internet Archive)
17. ↑  Website orthodoxyork.org in York